# Penude
Penude ist eine Gemeinde (Freguesia) im portugiesischen Kreis Lamego. In ihr leben 1406 Einwohner (Stand 19. April 2021).